# Mezőgyán
Mezőgyán é um município da Hungria, situado no condado de Békés. Tem 59,87 km² de área e sua população em 2015 foi estimada em 1.058 habitantes.